# Medonosy
Medonosy település Csehországban, a Mělníki járásban. Medonosy Štětí, Snědovice, Dubá, Tupadly, Vidim és Dobřeň településekkel határos. Lakosainak száma 144 fő (2024. január 1.).

## Népesség
A település lakosságának változását az alábbi diagram mutatja:
| Lakosok száma | 951  | 768  | 643  | 218  | 108  | 108  | 144  | 147  | 142  | 144  |
|               | 1869 | 1890 | 1921 | 1950 | 1980 | 2001 | 2017 | 2019 | 2022 | 2024 |